# Warren Cole
Warren Joseph Cole (ur. 12 września 1940 w Palmerston North, zm. 17 lipca 2019 w Hamilton) – nowozelandzki wioślarz, złoty medalista olimpijski.

## Kariera
Wystąpił na igrzyskach olimpijskich w Meksyku w 1968, gdzie osada Nowej Zelandii w składzie: Dick Joyce, Dudley Storey, Ross Collinge, Warren Cole i Simon Dickie (sternik) zdobyła złoty medal w czwórkach ze sternikiem. W wyścigu finałowym o 2,58 sekundy wyprzedzili osadę NRD i a o 3,42 sekundy osadę Szwajcarii. Był to pierwszy złoty medal dla Nowej Zelandii w wioślarstwie. Na rozgrywanych cztery lata później igrzyskach olimpijskich w Monachium w tej samej konkurencji zajął szóste miejsce.
Ponadto zdobył również brązowy medal w ósemkach na mistrzostwach świata w St. Catharines (1970).
Zdobył trzynaście tytułów mistrza kraju. Jeszcze w trakcie kariery sportowej pracował jako menadżer eksportu w przedsiębiorstwie Waikato Milking Systems, w którym posiadał także udziały. Ponadto pracował jako trener, prowadząc między innymi reprezentację Nowej Zelandii na mistrzostwach świata w Hamilton (1978).